# أكاديمية نيويورك للعلوم

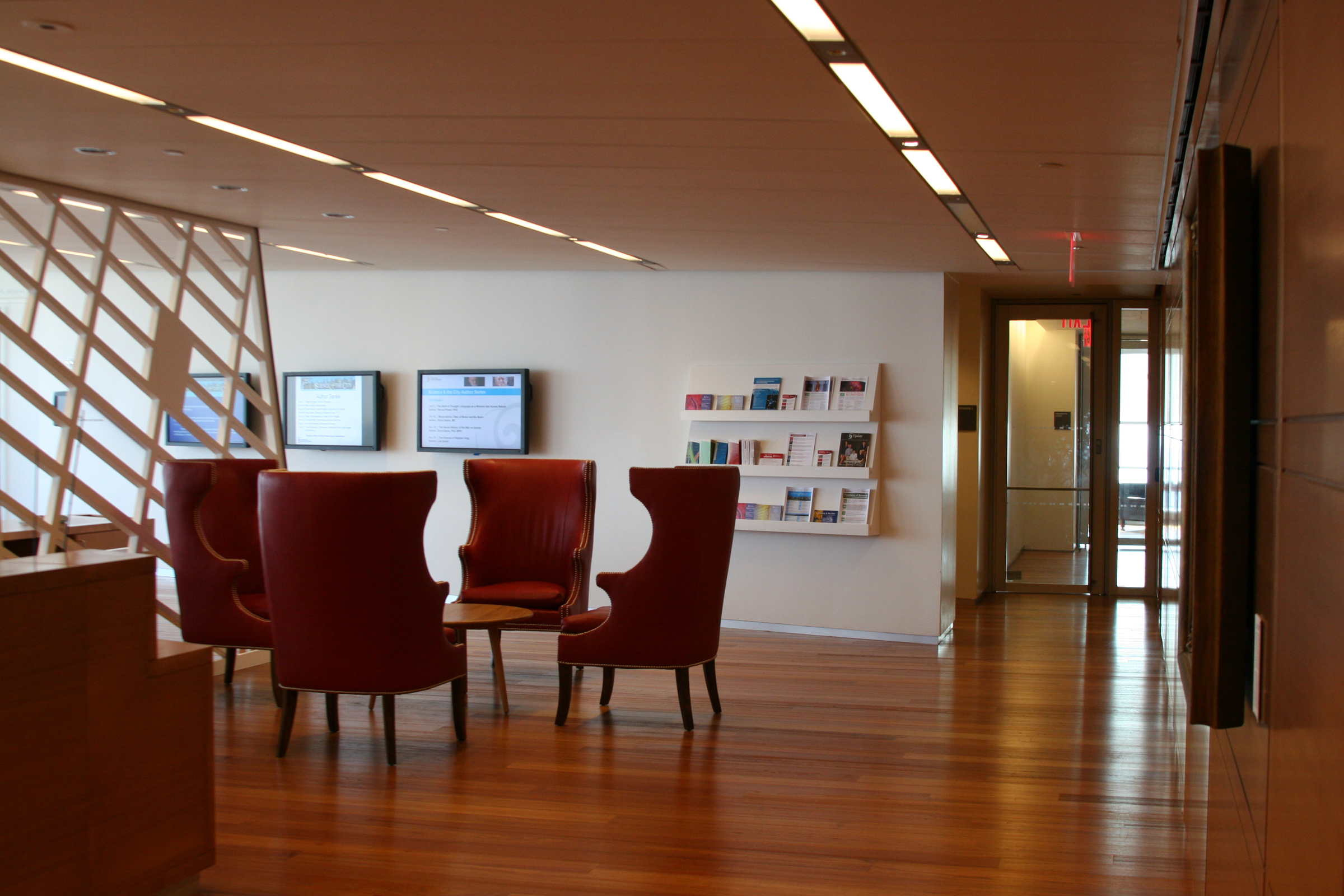
ردهة الطابق 40 في أكاديمية نيويورك للعلوم

أكاديمية نيويورك للعلوم (بالإنجليزية:  New York Academy of Sciences)‏ في الأصل Lyceum of Natural History) هي أكاديمية تأسست في يناير 1817، وهي واحدة من أقدم الجمعيات العلمية في الولايات المتحدة، كمنظمة مستقلة غير ربحية تضم أكثر من 20,000 عضو في 100 دولة، ومهمة الأكاديمية هي «تعزيز البحث العلمي والمعرفة، ودعم محو الأمية العلمية، وتعزيز حل التحديات العالمية للمجتمع من خلال الحلول القائمة على العلم». الرئيس والمدير التنفيذي القادم هو نيكولاس ديركس، والرئيس الحالي لمجلس محافظي الأكاديمية هو بول هورن أستاذ جامعة نيويورك ونائب الرئيس الأول لجميع الأبحاث لشركة آي بي إم. وهو خليفة نانسي زيمفير، المستشارة، جامعة ولاية نيويورك (SUNY).

## التاريخ
تأسست أكاديمية نيويورك للعلوم في 29 يناير 1817، وكانت تسمى أصلاً Lyceum of Natural History، بدعوة من مؤسس الأكاديمية وأول رئيس لها، صامويل لام ميتشيل، انعقد الاجتماع الأول للكلية في كلية الأطباء والجراحين، الواقعة في شارع باركلي بالقرب من برودواي في مانهاتن السفلى، وقد ركزت الأكاديمية في بداياتها على الأنشطة الرئيسية من استضافة المحاضرات وجمع عينات التاريخ الطبيعي وإنشاء مكتبة، وفي عام 1823، بدأت بنشر مجلتها العلمية الخاصة، ثم حوليات كلية التاريخ الطبيعي في نيويورك، التي أصبحت الآن حوليات أكاديمية نيويورك للعلوم، وبحلول عام 1826، امتلكت ليسيوم «أغنى مجموعة من الزواحف والأسماك في البلاد»، ولكن حريقًا حدث في عام 1866 دمر المجموعة بالكامل. بعد الحريق، حولت الأكاديمية تركيزها بعيداً عن جمع المواد، وبدلاً من ذلك إنطلقت إلى البحث والنشر العلمي ونشر المعلومات العلمية.
منذ البداية، كانت عضوية أكاديمية نيويورك للعلوم فريدة من نوعها بين المجتمعات العلمية، مع هيكل ديمقراطي سمح لأي شخص بأن يصبح عضوًا فيها، من العامة إلى العلماء المحترمين. لهذا السبب، تضمنت العضوية دائمًا مزيجًا من العلماء ورجال الأعمال والأكاديميين والعاملين في الحكومة والمواطنين المهتمين بالعلوم، وقد كان من ضمن الأعضاء البارزين رئيسين للولايات المتحدة هما توماس جيفرسون وجيمس مونرو، بالإضافة إلى العديد من العلماء المشهورين مثل آزا غراي (الذي عمل كمشرف على الأكاديمية اعتبارًا من عام 1836)، جون جيمس أودوبون، ألكسندر غراهام بيل، توماس إديسون، لويس باستور، تشارلز داروين، ومارجريت ميد (التي خدمت لفترة كنائب لرئيس الأكاديمية). وقبل عام 1877، كانت الأكاديمية تقبل الرجال فقط، ولكن في 5 نوفمبر 1877، انتخبوا إيرميني أ.سميث أول امرأة عضوة. تضمنت العضوية أيضًا العديد من الفائزين بجائزة نوبل على مر السنين.
لعب الأعضاء المبكرين في الأكاديمية أدوارًا بارزة في إنشاء جامعة نيويورك عام 1831 والمتحف الأمريكي للتاريخ الطبيعي عام 1858.
قدمت الأكاديمية مساهمات كبيرة للمجتمع العلمي خلال تاريخها، بما في ذلك نشر واحدة من أولى الدراسات حول التلوث البيئي في عام 1876؛ وإجراء مسح علمي لبورتوريكو من 1907-1934 ؛  والمؤتمر الأول حول المضادات الحيوية في 21 يوليو 1948. واستضافة تجمّع مهم ونشر الكتاب الأول حول التأثيرات القلبية الوعائية للتدخين عام 1960؛ وأيضا تأسيس لجنة المرأة في العلوم عام 1977، بالإضافة إلى المؤتمر العلمي الأول حول العالم حول الإيدز عام 1983؛ ومؤتمر حول السارس عام 2003.
في عام 2006، انتقلت الأكاديمية إلى مقرها الحالي في الطابق 40 من مركز التجارة العالمي7.

## المنشورات

### حولياتأكاديمية نيويورك للعلوم
تُنشر حوليات أكاديمية نيويورك للعلوم (التي نُشرت منذ عام 1823 لأول مرة باسم حوليات متحف التاريخ الطبيعي في نيويورك)، وهي واحدة من أقدم السلاسل العلمية المنشورة باستمرار في الولايات المتحدة.

### العلوم
العلوم (The Sciences) هي مجلة علمية مشهورة نشرتها الأكاديمية من 1961 إلى 2001. عملت على ربط العلوم والثقافة، وحصلت على سبع جوائز المجلة الوطنية خلال تاريخها.

## البرامج

### جائزة حقوق الإنسان للعلماء
تم إنشاء لجنة حقوق الإنسان للعلماء في عام 1978 لدعم وتعزيز حقوق الإنسان للعلماء والمهنيين الصحيين والمهندسين والمعلمين حول العالم، الاسم الكامل هو «جائزة Heinz R. Pagels لحقوق الإنسان للعلماء»، وهي تُمنح للعلماء لمساهماتهم في حماية وتعزيز حقوق الإنسان للعلماء في جميع أنحاء العالم، وتم إعادة تسميتها عام 1986. من بين الحاصلين عليها: أندريه ساخاروف (1979)؛ مان يي بيتي تسانغ (2000)؛ أوسكار إلياس بسكيت (2008)؛ وكميار وأراش علائي (2009).

## قائمة المراجع
- دوجلاس سلون، «العلوم في مدينة نيويورك، 1867-1907»، إيزيس 71 (مارس 1980)، ص 35-76.
- سيمون باتز، المعرفة والثقافة والعلوم في متروبوليس: أكاديمية نيويورك للعلوم، 1817-1970، حوليات أكاديمية نيويورك للعلوم، نيويورك، نيويورك، 1990، المجلد 584
- " بالنسبة لأكاديمية العلوم، الانتقال إلى مركز التجارة العالمي يشبه العودة إلى الوطن"، نيويورك تايمز، 30 أكتوبر 2006

## روابط خارجية
- الموقع الرسمي
- "New York Academy of Sciences, The". New International Encyclopedia. 1905.